# 滇瑞香
滇瑞香（学名：Daphne feddei），为瑞香科瑞香属下的一个植物种。